# Arbeitspause
Eine Arbeitspause ist eine Unterbrechung der Arbeit zur kurzfristigen Erholung. Rechtlich gesehen ist die Arbeitspause eine im Arbeitsvertrag, in der Betriebsvereinbarung oder im Tarifvertrag festgelegte Pause, während der bei Arbeitnehmern die Arbeitsleistung ruht.

## Allgemeines
Arbeitspausen dienen der kurzfristigen Erholung und für Mahlzeiten. In dieser Zeit müssen Arbeitnehmer weder Arbeitsleistung erbringen noch sich dafür bereithalten. Sie können auch frei entscheiden, wo und wie sie diese Zeit verbringen. Arbeitspausen können deshalb am Arbeitsplatz, in besonderen Pausenräumen, in der Kantine oder außerhalb der Arbeitsstätte verbracht werden. Auch Pausenräume gehören nach § 6 Abs. 2 ArbStättenV zur Arbeitsstätte.
Die Arbeitswissenschaft versteht unter Pause einen Zustand der Untätigkeit, der in einen Arbeitsablauf eingefügt ist, wobei die Untätigkeit die Einstellung der jeweils ausgeübten gewerblichen Arbeit betrifft. Die Untätigkeit beschränkt sich also auf den Arbeitsprozess, so dass hiermit nicht zusammenhängende Tätigkeiten wie Zeitunglesen oder Sport eine zulässige Pausentätigkeit bedeuten. Arbeitspausen sind Arbeitsunterbrechungen verschiedener Länge, die „zwischen zwei in einer Arbeitsschicht vorkommenden Tätigkeitszeiten auftreten und der Erholung des Arbeiters dienen sollen“. Nicht zu den Arbeitspausen gehören deshalb arbeitsablaufbedingte Wartezeiten, sonstige arbeitsbedingte Unterbrechungen etwa durch Betriebsstörungen, Streiks oder „versteckte Pausen“ (eine Tasse Kaffee „zwischendurch“ am Meeting Point).

## Arten
Nach der Dauer der Arbeitspause kann unterschieden werden:
- Kürzestpause (oder Mikropause): Sie tritt insbesondere unbeeinflussbar bei Taktzeiten auf und dauert maximal drei Minuten.
- Kurzpausen dauern drei bis zehn Minuten.
- Die eigentliche Arbeitspause (oder Langpause) dauert zehn Minuten bis eine Stunde.

Die Fachliteratur geht von unterschiedlichen Längen dieser Pausenarten aus. Die Kürzestpause ist arbeitsrechtlich unzulässig.

## Rechtsfragen
Die Anordnung von Arbeitspausen ist Teil des Direktionsrechts des Arbeitgebers aus § 106 GewO, das im Rahmen einer Betriebsvereinbarung wahrgenommen werden kann. Rechtsgrundlage der Arbeitspausen ist das Arbeitszeitgesetz (ArbZG), das hierfür den Rechtsbegriff der Ruhepause verwendet. Gemäß § 4 ArbZG ist die Arbeit durch im Voraus feststehende Ruhepausen bei einer Arbeitszeit von mehr als sechs bis zu neun Stunden von mindestens 30 Minuten und bei einer Arbeitszeit von mehr als neun Stunden 45 Minuten insgesamt zu unterbrechen. Diese Ruhepausen dürfen in Zeitabschnitte von jeweils mindestens 15 Minuten aufgeteilt werden. Die in § 4 ArbZG geregelten Ruhepausen stellen lediglich das Mindestmaß dar und verwehren es dem Arbeitgeber nicht, kraft seines Weisungsrechts längere Pausen vorzusehen. In Verkehrsbetrieben und Schichtbetrieben darf nach § 7 Abs. 1 Ziff. 2 ArbZG diese Mindestpausendauer unterschritten werden. Länger als sechs Stunden hintereinander dürfen Arbeitnehmer nicht ohne Ruhepause beschäftigt werden. Ruhepausen gehören nach § 2 Abs. 1 ArbZG nicht zur Arbeitszeit, nur im Bergbau unter Tage zählen die Ruhepausen zur Arbeitszeit.
Pausen sind im Voraus festgelegte Unterbrechungen der Arbeitszeit, in denen der Arbeitnehmer weder Arbeit zu leisten noch sich dafür bereitzuhalten hat, sondern frei darüber entscheiden kann, wo und wie er diese Zeit verbringen will. Entscheidendes Merkmal für die Pause ist mithin, dass der Arbeitnehmer von jeder Dienstpflicht und auch von jeder Verpflichtung, sich zum Dienst bereitzuhalten, freigestellt ist. Eine Ruhepause liegt mithin nur dann vor, wenn der Arbeitnehmer während des vorgesehenen oder von ihm bestimmten Pausenzeitraumes von jeglicher Arbeitsleistung, und zwar auch in Form der Arbeitsbereitschaft, freigestellt ist.
Sofern der Gesundheitsschutz der Arbeitnehmer durch einen entsprechenden Zeitausgleich gewährleistet ist, kann gemäß § 7 Abs. 2 Ziff. 3 ArbZG in einem Tarifvertrag oder aufgrund eines Tarifvertrags in einer Betriebs- oder Dienstvereinbarung zugelassen werden, die Regelungen des § 4 ArbZG bei der Behandlung, Pflege und Betreuung von Personen der Eigenart dieser Tätigkeit und dem Wohl dieser Personen entsprechend anzupassen. Gemäß § 18 Abs. 1 Ziff. 1 ArbZG ist das Arbeitszeitgesetz unter anderem auf leitende Angestellte und Chefärzte nicht anwendbar, die Regelungen des § 4 ArbZG gelten daher nicht. Sonderregeln gibt es gemäß § 18 Abs. 2 ArbZG für Personen unter 18 Jahren (Jugendliche), für die das JArbSchG gilt. Dieses sieht in § 11 JArbSchG unter anderem vor, dass die Ruhepausen 30 Minuten bei einer Arbeitszeit von mehr als viereinhalb bis zu sechs Stunden und 60 Minuten bei einer Arbeitszeit von mehr als sechs Stunden betragen müssen. Länger als viereinhalb Stunden hintereinander dürfen Jugendliche nicht ohne Ruhepause beschäftigt werden. Weitere Ausnahmen gelten für Schwangere oder Behinderte. Zusätzliche Kurzpausen von mindestens 5 Minuten sind bei Arbeit mit starker Beanspruchung einzurichten – z. B. bei Schicht-, Fließband- und Nachtarbeit, bei schwerer körperlicher Beanspruchung oder bei verspannungsfördernden Tätigkeiten wie längerer Bildschirmarbeit. Diese Kurzpausen sollen nicht zu einer größeren Pause zusammengezogen werden, um die Gefahr von Arbeitsunfällen niedrig zu halten.
Nach § 87 Abs. 1 Ziff. 2 BetrVG unterliegt der Beginn und das Ende der täglichen Arbeitszeit einschließlich der Pausen dem Mitbestimmungsrecht des Betriebsrats, soweit eine gesetzliche oder tarifliche Regelung nicht besteht. Dieses Mitbestimmungsrecht betrifft sowohl zeitliche Lage als auch Dauer der Pausen.
Nicht erfasste Rauchpausen können ein Arbeitszeitbetrug sein, wenn der Arbeitnehmer den Arbeitgeber über seine tatsächlich erbrachten Arbeitsleistungen täuscht und rechtfertigen als besonders schwerwiegende Pflichtverletzung eine fristlose Kündigung ohne vorhergehende Abmahnung.

## Rechtsfolgen
Die gesetzliche Regelung, dass Arbeitspausen außer im Bergbau nicht zur Arbeitszeit gehören, hat folgenschwere Konsequenzen. Arbeitnehmer sind während der Arbeitszeit und auf dem Arbeitsweg gesetzlich unfallversichert. Kommt es hier zu einem Unfall, liegt ein Arbeitsunfall vor. Geschieht indes ein Unfall während der Arbeitspause, so ist der Weg zu der und von der Kantine versichert, das dortige Mittagessen jedoch nicht. Auch der Weg zu und von einer Gaststätte unweit der Arbeitsstätte ist versichert. Der private Spaziergang während der Mittagspause und Raucherpausen außerhalb des Arbeitsplatzes fallen in die Privatsphäre des Arbeitnehmers und sind unversichert. Hierbei handelt es sich um vorwiegend „eigenwirtschaftliche/privatnützige Tätigkeiten“. Zu den privatnützigen Verrichtungen gehören prinzipiell alle Tätigkeiten, die jeder Mensch unabhängig von versicherter Tätigkeit ausübt, wie etwa ruhen, schlafen, joggen, schwimmen, fernsehen, einkaufen, essen, trinken, rauchen oder Verrichtung der Notdurft. Sie sind auch dann unversichert, wenn sie in den räumlichen Grenzen des Betriebes vorgenommen werden oder sich an einer Betriebseinrichtung ereignen. Auch in § 8 SGB VII sind die Arbeitspausen und sogar die Wege dorthin und von dort nicht als versicherte Tätigkeiten aufgezählt.
Da Arbeitspausen nach § 2 Abs. 1 ArbZG nicht zur vergütungspflichtigen Arbeitszeit gehören, sind sie vom Arbeitgeber nicht zu bezahlen und somit nicht im Arbeitsentgelt enthalten. Die Arbeitszeit bestimmt den zeitlichen Umfang, in welchem der Arbeitnehmer berechtigt ist, Arbeitsleistung zu erbringen und der Arbeitgeber verpflichtet ist, die Arbeitsleistung anzunehmen. Während einer Arbeitspause ist der Arbeitnehmer von der Arbeitspflicht befreit. Im Umkehrschluss entbindet § 4 ArbZG im Umfang der gesetzlichen Mindestpausen den Arbeitgeber von der Verpflichtung, die Arbeitsleistung des Arbeitnehmers anzunehmen, und setzt zugleich den Arbeitnehmer außerstande, die Arbeitsleistung zu bewirken. Dessen ungeachtet können die Betriebsvereinbarung oder der Tarifvertrag vorsehen, dass Arbeitspausen bezahlt werden. Vergütet der Arbeitgeber die Zeit der Arbeitspausen, so handelt es sich dabei folglich nicht um die Vergütung von zusätzlicher Arbeitszeit, sondern um zusätzlich gewährtes Arbeitsentgelt.

## Arbeitsphysiologische Aspekte

Erholungswert von Pausen

Bei jeder Arbeit tritt eine physische und/oder psychische Ermüdung ein mit nachfolgender Leistungs- und Funktionsminderung bis hin zur Verschlechterung des Fehlerquotienten. Arbeitsermüdung ist ein reversibler Prozess, der sich durch Erholung beseitigen lässt. Die Ermüdung steigt nicht linear mit der Arbeitszeit, sondern nahezu exponentiell an, ist also vor einer Pause am stärksten. Unter Erholung versteht die Arbeitsphysiologie die Beseitigung einer Ermüdung. Arbeitspausen dienen zur Beseitigung der Ermüdung durch Erholung und Entspannung und stellen die Grundlage für die nachfolgende Verbesserung der Arbeitsleistung dar. Während der Pause kann verbrauchte Energie regeneriert werden, wobei eine gesicherte Erkenntnis davon ausgeht, dass bei optimaler Pausenlänge auch der Erholungsverlauf eine exponentielle Funktion darstellt. Kombiniert man diese Erkenntnisse auf die Pausengestaltung, dann steigt der Erholungswert, wenn die Pausen in kurzen Abständen aufeinander folgen, weil pro Zeitspanne die Ermüdung gemindert und die Erholung gesteigert wird.
Arbeitspausen setzen in der sich wegen Ermüdung abflachenden Arbeitskurve einen nachfolgenden Erholungsprozess in Gang, der die Arbeitskurve wieder ansteigen lässt. Da der Erholungswert zu Beginn einer Arbeitspause am größten ist und mit zunehmender Dauer der Pause abnimmt, ist es sinnvoll, häufigere Kurzpausen einzulegen, anstatt nach längeren Arbeitsphasen eine geringere Anzahl längerer Pausen zu machen. Für den Abbau der Ermüdung nach einer Arbeitsbelastung weisen Pausen erst nach fünf Minuten Dauer einen messbaren Erholungswert auf.

## Abgrenzung
Unter Ruhezeit versteht § 5 Abs. 1 ArbZG die nach Beendigung der täglichen Arbeitszeit beginnende Freizeit, die mindestens ununterbrochene elf Stunden betragen muss. Ausnahmen hiervon bestehen für bestimmte Dienstleistungsberufe. Arbeitsbedingte bezahlte Erholungszeiten werden vorgeschrieben, wo die Art der Arbeit die menschlichen Leistungsvoraussetzungen sehr schnell beeinträchtigt und damit die Arbeitsqualität nicht mehr gewährleistet werden kann. Eine Leistungssteigerung und geringere psychische Beanspruchung kann durch häufigere Kurzpausen (im Vergleich zu wenigeren, aber längeren Pausen) erreicht werden. Typisches Beispiel ist die Kontrolle von Teilen auf geringste Fehler mittels Mikroskop.

## International
Mindestzeiten von Arbeitspausen sind entweder gesetzlich nicht vorgegeben (Dänemark, Kanada, Schweden, USA), liegen zwischen zehn und zwanzig Minuten (Belgien, Frankreich, Italien, Vereinigtes Königreich), betragen mindestens 30 Minuten (Irland, Niederlande, Österreich) oder mindestens 45 Minuten (Finnland, Japan, Portugal).

### Österreich
Beträgt in Österreich die Gesamtdauer der Tagesarbeitszeit mehr als sechs Stunden, so ist die Arbeitszeit gemäß § 11 öAZG  durch eine Ruhepause von mindestens einer halben Stunde zu unterbrechen. Dabei können im Interesse der Arbeitnehmer oder aus betrieblichen Gründen anstelle einer halbstündigen Ruhepause zwei Ruhepausen von je einer Viertelstunde oder drei Ruhepausen von je zehn Minuten gewährt werden.

### Schweiz
In der Schweiz sieht Art. 15 ArG ab einer bestimmten täglichen Arbeitszeit die Unterbrechung durch Pausen vor. Die Mindestdauer der Pausen beträgt 15 Minuten bei einer täglichen Arbeitszeit von mehr als fünfeinhalb Stunden, 30 Minuten bei einer täglichen Arbeitszeit von mehr als sieben Stunden und eine Stunde bei einer täglichen Arbeitszeit von mehr als neun Stunden. Die Pausen gelten als Arbeitszeit, wenn die Arbeitnehmer ihren Arbeitsplatz nicht verlassen dürfen.
Im Oktober 2024 urteilte der Kantonsgerichtshof für öffentliches Recht Neuenburg: «der Begriff der Pause [ist] im Gesetz nicht klar definiert». Wegen dieser Lücke verbietet das Gesetz dem Arbeitgeber nicht ausdrücklich, Toilettenpausen als Pausenzeit anzurechnen. Das Gericht schrieb im Urteil, dass die Stempelpflicht Frauen aufgrund ihrer Periode diskriminiere. Es verlangte von dem klagenden Unternehmen Maßnahmen, um diese «Ungleichheit zu verringern».